# Władysław Dec (duchowny)
Władysław Dec SDB (ur. 26 stycznia 1907 w Daszawie, zm. 12 listopada 1999 w Przemyślu) – polski duchowny rzymskokatolicki, salezjanin, podpułkownik, kapelan AK (ps. Skorupka, brat Celestyn).

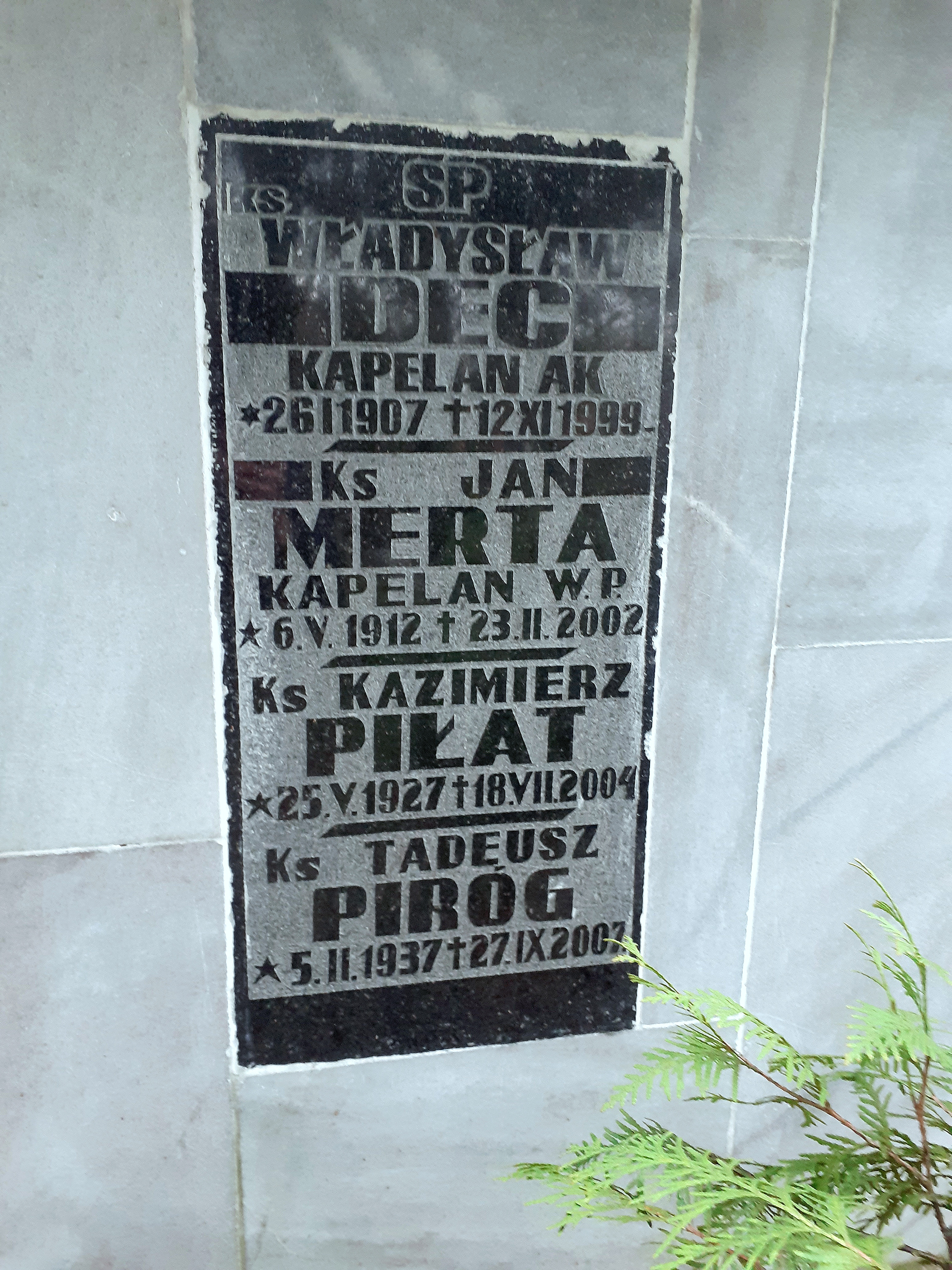
Tabliczka nagrobna ks. Władysława Deca

## Życiorys
Po zdaniu matury w Krakowie, wstąpił do seminarium księży salezjanów. Święcenia kapłańskie przyjął 29 czerwca 1938 w Krakowie. W czerwcu 1939 biskup polowy Józef Gawlina powierzył mu obowiązki kapelana junaków w Przemyślu (Lipowica). W trakcie II wojny światowej kapelan w 22 Dywizji Piechoty Górskiej. Po klęsce wrześniowej organizator oddziału SZP w Daszawie. W 1941 powrócił do Przemyśla, gdzie pracuje jako katecheta. Po przekształceniu ZWZ w AK, przydzielony do Komendy Obwodu Przemyśl-Zasanie. Zagrożony aresztowaniem, wiosną 1944 roku, przeniesiony do Komendy Obwodu we Lwowie. Oddelegowany do oddziału partyzanckiego „Pasieki” pod  dowództwem kpt. Dragana Sotiroviča. Po wojnie zaangażował się w szkolnictwo i harcerstwo przemyskie. W 1947 roku założył orkiestrę dętą I drużyny harcerskiej im. gen. Chłapowskiego. Był działaczem Towarzystwa Przyjaciół Przemyśla i regionu, Stowarzyszenia Pamięci Orląt Przemyskich. W latach 1990–1997 był kapelanem 14 Pułku Zmechanizowanego, a później 14 Brygady Pancernej w Przemyślu. W 1993 został Honorowym Obywatelem Miasta Przemyśla. Pochowany na cmentarzu komunalnym Zasanie w Przemyślu.

## Odznaczenia
- Krzyż Zasługi z Mieczami
- Krzyż Armii Krajowej
- Krzyż Partyzancki
- Medal Wojska Polskiego
- Krzyż "Za Zasługi dla ZHP"